# Torneio de Roland Garros de 1977
O Torneio de Roland Garros de 1977 foi um torneio de tênis disputado nas quadras de saibro do Stade Roland Garros, em Paris, na França, entre 23 de maio e 5 de junho. Corresponde à 10ª edição da era aberta e à 76ª de todos os tempos.

## Finais

### Profissional
| Categoria | Evento    | Campeã(s)(o/ões)                | Vice-campeã(s)(o/ões)          | Resultado          | Chave(s)  | Chave(s)       |
| --------- | --------- | ------------------------------- | ------------------------------ | ------------------ | --------- | -------------- |
| Simples   | Masculino | Guillermo Vilas                 | Brian Gottfried                | 6–0, 6–3, 6–0      | principal | qualificatório |
| Simples   | Feminino  | Mima Jaušovec                   | Florenta Mihai                 | 6–2, 6–7, 6–1      | principal | qualificatório |
| Duplas    | Masculino | Brian Gottfried Raúl Ramírez    | Wojtek Fibak Jan Kodeš         | 7–6, 4–6, 6–3, 6–4 | principal | principal      |
| Duplas    | Feminino  | Regina Maršíková Pam Teeguarden | Rayni Fox Helen Gourlay Cawley | 5–7, 6–4, 6–2      | principal | principal      |
| Duplas    | Misto     | Mary Carillo John McEnroe       | Florenţa Mihai Iván Molina     | 7–6, 6–3           | principal | principal      |

### Juvenil
| Categoria | Evento    | Campeã(s)(o/ões) | Vice-campeã(s)(o/ões) | Resultado | Chave(s)  | Chave(s)       |
| --------- | --------- | ---------------- | --------------------- | --------- | --------- | -------------- |
| Simples   | Masculino | John McEnroe     | R. Kelly              | 6–1, 6–1  | principal | qualificatório |
| Simples   | Feminino  | Ann Smith        | Hana Strachonova      | 6–3, 7–6  | principal | qualificatório |